# Haley Crouser
Haley Crouser (ur. 11 lutego 1994) – amerykańska lekkoatletka specjalizująca się w rzucie oszczepem. 
W 2011 zajęła czwarte miejsce podczas mistrzostw świata juniorów młodszych. 
Jest spokrewniona z byłym amerykańskim oszczepnikiem, dwukrotnym olimpijczykiem, Brianem Crouserem oraz medalistą mistrzostw świata juniorów młodszych z 2009 Ryanem Crouserem.
Rekord życiowy: 55,22 (13 kwietnia 2012, Beaverton) – rezultat ten jest  rekordem Stanów Zjednoczonych w tej kategorii juniorów. 

## Osiągnięcia
| Rok  | Impreza                               | Miejsce         | Pozycja     | Wynik |
| ---- | ------------------------------------- | --------------- | ----------- | ----- |
| 2011 | Mistrzostwa świata juniorów młodszych | Lille Metropole | 4. miejsce  | 51,97 |
| 2012 | Mistrzostwa świata juniorów           | Barcelona       | 11. miejsce | 49,22 |